# Tokyo Bus Guide
Tokyo Bus Guide (jap. 東京バス案内 Tōkyō basu an'nai) – komputerowa gra symulacyjna wyprodukowana i wydana w 1999 roku przez japońskie studio Fortyfive. Jest to symulacja autobusu poruszającego się po mieście Tokio. Ukazała się na platformę Dreamcast i na automaty do gry.
Gracz wciela się w kierowcę autobusu miejskiego, którego zadaniem jest dowiezienie pasażerów na czas do przystanku. Gra wymaga od gracza przestrzegania przepisów ruchu drogowego i ostrożnej jazdy po ulicach.
Gra zebrała poza Japonią mieszane recenzje, uzyskując średnią ocen 71% według agregatora GameRankings.